# L'Espoir du navigateur
L'Espoir du navigateur est une série de peintures réalisées par Joan Miró entre 1968 et 1973 dont la majeure partie fait partie des collections permanentes de la Fondation Joan-Miró à Barcelone grâce à une donation de Pilar Juncosa. Le reste des œuvres de la série sont conservées dans diverses collections particulières.

## Histoire
Certaines œuvres de l'époque 1968 et 1973 sont clairement liées à des évènements historiques et politiques du moment — L'Espoir du condamné à mort est lié à la condamnation et l'exécution de l'activiste anarchiste Puig Antich par le régime franquiste ; les peintures brûlées et Mai 1968 reflètent les préoccupations politiques pour les événements de 1968. Cependant, bien que créée durant la même période, la série de l'Espérance du navigateur semble plus difficile à relier au contexte politique.
De 1968 à 1973, Miro vivait retiré sur l'île de Majorque et était absorbé par un processus créatif pour consolider son style et explorer de nouvelles voies. Parmi ces nouvelles approches il montra un grand intérêt pour la culture orientale. Jacques Dupin signale l'influence de l'art japonais sur le peintre qui est visible dans ces œuvres si l'on interprète les lignes comme des gestes calligraphiques sur des tâches de couleurs intenses utilisées en fond. Pilar Cabañas explique que cette influence fut réciproque et avait déjà une longue histoire : durant l'Exposition Surréaliste de Tokyo de 1937, l'artiste japonais Shūzō Takiguchi écrivit la première critique japonaise de l'œuvre de Miro. Les deux artistes se connurent et manifestèrent leur volonté d'établir une collaboration. Cependant, à cause de problèmes personnels et de la santé précaire de Takiguchi, cette collaboration ne put avoir lieu avant 1967, un an avant la première œuvre de la série l'espérance du navigateur. Cette année, le catalogue de l'exposition Miro de la galerie Maeght s'enrichit de divers poèmes illustrés par Miro. L'un d'entre eux est de Takiguchi. Au cours des années suivantes, et jusqu'en 1975, Miró et Takiguchi collaborèrent à diverses occasions.

## La série
| Registre | Œuvre                       | Data | Format          | Dimensions (cm) | Musée               | Ville     | Réf.   |
| -------- | --------------------------- | ---- | --------------- | --------------- | ------------------- | --------- | ------ |
|          | L'espoir du navigateur I    | 1968 | huile sur toile | 24,5 × 41 cm    | Fondation Joan Miró | Barcelone | [ 6 ]  |
|          | L'espoir du navigateur II   | 1968 | huile sur toile | 24 × 41 cm      | Collection privée   | NC        | [ 7 ]  |
|          | L'espoir du navigateur III  | 1973 | huile sur toile | 24,5 × 41 cm    | Fondation Joan Miró | Barcelone | [ 8 ]  |
|          | L'espoir du navigateur IV   | 1973 | huile sur toile | 24,8 × 41 cm    | Fondation Joan Miró | Barcelone | [ 9 ]  |
|          | L'espoir du navigateur V    | 1973 | huile sur toile | 24,5 × 41 cm    | Collection privée   | NC        | [ 10 ] |
|          | L'espoir du navigateur VI   | 1973 | huile sur toile | 24,3 × 41,5 cm  | Fondation Joan Miró | Barcelone | [ 11 ] |
|          | L'espoir du navigateur VII  | 1973 | huile sur toile | 24,5 × 41 cm    | Collection privée   | NC        | [ 12 ] |
|          | L'espoir du navigateur VIII | 1973 | huile sur toile | 24 × 41 cm      | Collection privée   | NC        | [ 7 ]  |

## Analyse
Selon Dupin, on peut admirer sur ces toiles une technique que Miro utilise fréquemment en 1968. Elle est caractérisée par des graphismes noirs sur fond de couleurs vives, ou, au contraire, des tâches de couleurs sur des fonds obscurs ou noirs. Les ressemblances entre les deux premières œuvres de la série l'espoir du navigateur sont évidentes. Elles correspondent à 1968 et à l'œuvre L'Espoir du condamné à mort. Les similarités sont particulièrement notables dans le geste et dans la relation entre le motif et le fond. À l'opposé, le reste de la série, faite en 1973, sont bien plus proches de l'œuvre La chanson des voyelles peinte en 1966 et conservée au Museum of Modern Art de New York. À l'opposé de l'usage que Miro fit du noir pour ses toiles sur les peintures de la Guerre d'Espagne, cette couleur perd ici toute connotation dramatique et devient un fond d'une clarté subtile sur laquelle se déploient des tracés et des formes arrondies blanches et colorées. Dans les dernières œuvres de la série, les lignes augmentent en épaisseur, les fonds noirs sont compensés par des masses de couleurs plus grandes qui gagnent en protagonisme, et le tracé se rapproche de la calligraphie orientale.

« Si, à un moment donné, [Miró] a mis une tache rouge, on peut être sûr que c'était là, et non en un autre endroit qu'elle devait être… Supprimez-la, et le cadre s'effondre »

.

Joan Maria Minguet, à propos de l'œuvre commente 

« Miró se connecte en plein avec la modernité de son temps et attribue un pouvoir magique à son alphabet de signes, chose qui fait de l'apparente simplicité une haute expressivité. Ici, la maxime brossienne qui dit qu'au bon art, moins est plus, s'applique »

## Sources et bibliographie
- (ca) Cet article est partiellement ou en totalité issu de l’article de Wikipédia en catalan intitulé « L'esperança del navegant » (voir la liste des auteurs).
- Jordi J. Clavero, Fondation Joan Miró : guide de la Fondation, Barcelone, éd. Polígrafa, 2010 (ISBN 978-84-343-1242-5)
- Jacques Dupin et Ariane Lelong-Mainaud, Catalogue raisonnée. Paintings. vol. V : 1969/1975, Paris, Daniel Lelong, coll. « Succession Miró », 2003, p. 1498 à 1505, 126-129
- (es) Pilar Cabañas, Japon, un point comparatif, actes du IIIe et IVe congrès de l'association des étudiants japonais en Espagne, Madrid, Association des études japonaises en Espagne, 1999, « Les poèmes de Shûzô Takiguchi chez Joan Miró. L'origine d'une collaboration artistique », p. 313-327